# Hôtel des postes de Genève
Pour les articles homonymes, voir Hôtel des Postes.
L'Hôtel des postes est un bâtiment situé à la rue du Mont-Blanc 18, au centre de la ville de Genève, en Suisse.

## Histoire
Construit en 1889-1892 par les architectes genevois John Camoletti et Marc Camoletti.